# 사이버 공격
사이버 공격(cyberattack or cyber attack)은 컴퓨터 정보 시스템, 컴퓨터 네트워크, 인프라스트럭처, 개인용 컴퓨터 기기를 대상으로 한 공격이다. 공격자는 특정 권한 없이 잠재적으로는 악성 의도로 데이터, 기능, 기타 제한된 시스템 구역에 접근을 시도하는 사람이나 프로세스이다. 상황에 따라 사이버 공격은 사이버 전쟁 또는 사이버테러리즘의 일부가 될 수 있다. 사이버 공격은 주권국, 개인, 단체, 사회에 의해 고용될 수 있으며 익명의 출처로부터 기원할 수 있다. 사이버 공격을 이용하는 제품을 사이버 무기로 부른다.
사이버 공격은 취약 시스템을 해킹함으로써 특정 목표를 훔치고 변조하고 파괴할 수 있다. 사이버 공격은 개인용 컴퓨터에 스파이웨어를 설치하는 것에서부터 국가의 주요 기반 시설을 파괴하는 것까지 다양한 방법으로 실행될 수 있다.
사이버 공격은 점차 복잡해지고 위험해지고 있다.

## 같이 보기
- 취약점 공격